# Памятник Екатерине II (Севастополь)
Памятник Екатерине II в Севастополе, открыт 15 июня 2008 года во время праздничных мероприятий, посвященных 225-летию со дня основания города-героя Севастополя.
Памятник установлен в сквере на ул. Ленина, бывшей ул. Екатерининской, по оси главного входа музея Черноморского флота РФ. На месте сквера была оборудована круглая в плане площадка, в центре которой установлен памятник Екатерине II.
Авторами памятника являются скульптор Станислав Чиж и архитектор Георгий Григорьянц

## Описание
Подход к памятнику с 4-х сторон. Постамент выполнен в виде круглой колонны на квадратном плинте. В верхней части колонны шестигранник, в центре которого картуш с надписью «Екатерина II», изображение вензеля Екатерины. На левой грани — Указ об основании города Севастополя:
ИМЕННЫЙ УКАЗ ГЕНЕРАЛ-ГУБЕРНАТОРУ КНЯЗЮ ПОТЕМКИНУ ОБ УСТРОЙСТВЕ НОВЫХ УКРЕПЛЕНИЙ… 
объявляем сим волю НАШУ устроить следующия укрепления: … Крепость большую Севастополь, где ныне Ахтияр и где должны быть Адмиралтейство, верфь для первого ранга кораблей, порт и военное селение. ЕКАТЕРИНА
на правой — рельефное изображение Севастопольской бухты. Скульптура Екатерины II в торжественном, парадном одеянии, со свитком-указом венчает всю композицию. Общая стилистика постамента навеяна мотивами памятника «Екатерининской мили». Высота плинта — 0.6 м, высота постамента — 3.0 м высота скульптуры — 2.85 м. Общая высота памятника — 6.35 м.
Плинт и шестигранник выполнены из коричневого полированного гранита Токовского месторождения. Колонна — гранит серо-зеленый, полированный Межреченского месторождения. Скульптура, картуш — бронза. Вес бронзовой фигуры императрицы памятника 940 кг.

## История создания
Первыми инициаторами установки памятника был Совет ветеранов города Севастополя. Члены совета в ноябре 1996 года на своем заседании приняли решение обратиться в Севастопольский городской совет с инициативой создания памятника Екатерине в Севастополе. В 1997 году скульптор Станислав Чиж и архитектор Григорий Григорьянц предложили вариант проекта памятника, который был одобрен сторонниками установки памятника в городе Севастополь. Долгое время по разным причинам, в том числе и политическим, идею не удавалось воплотить в жизнь. К реализации идеи вернулись в связи с подготовкой к 225-летию со дня основания Севастополя.
Первоначально в 2005 году, затем дважды 23 апреля и 23 июля 2008 года сессия Севастопольского городского совета принимала решение об установке памятника императрице Екатерине II. Заказчиком изготовления памятника выступил Севастопольский фонд истории и культуры им. Г. Черкашина, который организовал сбор средств для реализации проекта.
17 октября 2007 года член правления фонда скульптор Станислав Александрович Чиж начал работу по созданию скульптуры.
27 декабря 2007 года глиняная модель была полностью готова. 9 января 2008 года Анатолий Щербаков приступил к формовке. Через месяц гипсовая фигура была готова и по частям доставлена в Симферопольские художественные мастерские для изготовления бронзового памятника. Стоимость бронзы для изготовления памятника оплатили члены правления фонда имени Г. Черкашина Юрий и Алла Кравцовы. На памятник ушло 940 кг.
В мае 2008 года из Житомирского карьера доставили детали квадратного плинта и колонны. Общий вес их составил 39 тонн 400 килограммов. Основание памятника представляет собой железобетонный массив размером 4 м × 4 м × 1,2 м. Символично, что памятник Екатерине II установлен на месте фундамента разрушенного войной дома героя Первой обороны Севастополя 1854—1855 гг. генерал-лейтенанта Э. И. Тотлебена.
Народный художник Украины, Почетный житель города-героя Севастополя скульптор Станислав Александрович Чиж не дожил до дня открытия памятника.
Установка памятника Екатерине II проходила в сложной общественно-политической обстановке. Состоялось пять судов по искам Севастопольской городской государственной администрации, выступившей против установки памятника в Севастополе. Вечером 13 июня 2008 года памятник был установлен. Для охраны общественного порядка в Севастополь прибыли жители Алушты, Симферополя и Бахчисарая, именующие себя «казаками».
Архитектор Георгий Григорьянц разработал проект реконструкции сквера по улице Ленина, включающий озеленение и подход к памятнику, поэтому работы вокруг памятника продолжаются. Памятник изготовлен и установлен на средства сторонников.
Летом 2008 года лидер Меджлиса крымскотатарского народа Мустафа Джемилев выступил за снос данного памятника.